# 1988年夏季奧林匹克運動會跳水比賽
1988年夏季奧林匹克運動會的跳水比賽由1988年9月17日至9月27日進行，為期11天；賽事設有男女子的3米彈板及10米高台四個項目，決出金、銀、銅牌各四面。
本屆比賽共有來自31個國家的89名跳水運動員參與，當中包括49男、40女。在眾多選手中，年齡最小的是蘇聯的叶连娜·米罗申娜，年僅13歲又243日；而年齡最大的則是奧地利選手尼基·斯塔伊科维奇，時年29歲又203日，該選手在16年前的奧運會中曾為最年輕的跳水選手。
最終，中國以兩金、三銀、一銅的成績，取代了美國成為此項目的霸主。而在個別運動員方面，美國的格雷格·洛加尼斯成功衛冕3米彈板及10米高台冠軍，再度囊括兩面金牌；而女子項目的金牌則由中國選手高敏和许艳梅奪得。

## 參賽國家及運動員人數
以下為派員參加跳水比賽的國家代表隊（按隊伍英文名稱序），括號內顯示該隊的參賽運動員人數：

| - 阿根廷（1） - （5） - 奥地利（2） - 巴哈马（1） - 巴巴多斯（1） - 比利时（1） - 巴西（1） - 加拿大（6） - 中国（8） - 东德（4） - 厄瓜多尔（1） | - 芬兰（1） - 法国（2） - 英国（5） - 香港（2人） - 匈牙利（3） - 意大利（4） - 日本（4） - 科威特（1） - 墨西哥（3） - 荷兰（2） - 挪威（1） | - 波兰（1） - 韩国（2） - 苏联（8） - 西班牙（2） - 瑞典（2） - 瑞士（2） - 美国（7） - 西德（6） - 津巴布韦（1） - 委内瑞拉（1） |

## 國家獎牌榜
| 排名   | 国家／地区    | 金牌 | 银牌 | 铜牌 | 總數 |
| ------ | ------------- | ---- | ---- | ---- | ---- |
| 1      | 中国（CHN）   | 2    | 3    | 1    | 6    |
| 2      | 美国（USA）   | 2    | 1    | 2    | 5    |
| 3      | 墨西哥（MEX） | 0    | 0    | 1    | 1    |
| 總計： | 總計：        | 4    | 4    | 4    | 12   |

## 項目優勝者

### 男子
| 項目                 | 金牌                    | 金牌   | 银牌           | 银牌   | 铜牌                  | 铜牌   |
| 男子3米彈板（詳細）  | 格雷格·洛加尼斯（美国） | 730.80 | 谭良德（中国） | 704.88 | 李德亮（中国）        | 665.28 |
| 男子10米高台（詳細） | 格雷格·洛加尼斯（美国） | 638.61 | 熊倪（中国）   | 637.47 | 赫苏斯·梅纳（墨西哥） | 594.39 |

### 女子
| 項目                 | 金牌           | 金牌   | 银牌                  | 银牌   | 铜牌                  | 铜牌   |
| 女子3米彈板（詳細）  | 高敏（中国）   | 580.23 | 李青（中国）          | 534.33 | 凯莉·麦考密克（美国） | 533.19 |
| 女子10米高台（詳細） | 许艳梅（中国） | 445.20 | 米歇尔·米切尔（美国） | 436.95 | 温迪·威廉斯（美国）   | 400.44 |